# Neofreudismus
Neofreudismus také neoanalýza, neopsychoanalýza je jeden z rozšířených a vlivných směrů v psychologií a filosofickém myšlení, který ve svých variantách a modifikacích oživuje ideje psychoanalytického učení rakouského lékaře-neuropatologa a psychiatra Sigmunda Freuda.:s.198

## Původ a charakter
Neopsychoanalýza odmítá instinktivní a biologické základy klasické psychoanalýzy a hledá zdroj konfliktů v sociální sféře, v raných dětských zážitcích a ve střetu jedince s požadavky kultury. Většinou zaostává při metodě volných asociací.
Neofreudismus nepřevzal do své výzbroje ty koncepce, jež původně zformuloval zakladatel psychoanalýzy, o nichž se však časem jasně ukázalo, jak jsou nevědecké a iluzorní. Navíc jednotliví stoupence neofreudismu nejen vyslovili své pochybnosti o četných teoretických tezích klasické psychoanalýzy, ale podrobili je zásadní kritice. Jejich kritické úvahy na adresu Freudovy psychoanalýzy se však týkaly jen dílčích otázek postupu v psychoanalitickém vyzkumu, mylných teoretických závěrů a vykladů podstaty různých psychických procesů, podmiňujících činnost individua. Zato obecné principy a hlediska klasické psychoanalýzy přijal neofreudismus se souhlasem. Mezi ně patří psychologie nevědomí, představy o iracionálnich momentech lidské aktivity, o konfliktech a rozštěpení vnitřního světa osobnosti, jakož i potlačovací funkce kultury a společnosti.:s.199
Jde o směr současné filozofie a psychologie, který se rozšířil hlavně v USA od konce 30. let 20. století na bázi sjednocení psychoanalýzy a amerických sociologických a etnologických teorií (hlavně kulturní antropologie). Významnými představiteli neofreudismu jsou Karen Horneyová, Erich Fromm a Harry Stack Sullivan.
Neopsychoanalýza nepředstavuje nějaký jednotný směr myšlení a ani nedoplňuje strukturu psychoanalytické teorie. Většina autorů vychází z uznání a nevědomé regulace, ovládání bez ohledu na závažnost, jakou mu připisují. Význam sexuality a teorie libida Sigmunda Freuda není chápána tak ortodoxně. Základní myšlenkou je princip sociálního determinismu (Erich Fromm), nebo princip kulturního determinismu (A. Kardiner), který na rozdíl od Freudova biologismu vychází z osobnosti. Těžisko pozornosti se z vnitřních psychických procesů přenáší na interpersonální vztahy